# Rubus jianensis
Rubus jianensis är en rosväxtart som beskrevs av Ling Ti Lu och Boufford. Rubus jianensis ingår i släktet rubusar, och familjen rosväxter. Inga underarter finns listade i Catalogue of Life.